# Mietwerkstatt
Eine Mietwerkstatt (umgangssprachlich auch Hobbywerkstatt genannt) ist ein anmietbarer Arbeitsraum eines Handwerkers mit den für seine Arbeit benötigten Geräten und Werkzeugen.
Die bekannteste Form der Mietwerkstätten ist die im Bereich der Kraftfahrzeugtechnik. In solchen gibt es häufig eine Reihe von Arbeitsplätzen, sowie Hebebühnen und Gruben und Werkzeuge zur Arbeit, mitsamt Lackierkabine und Schweißgerät. 
Vereine und Interessen-Gemeinschaften unterhalten auch mietbare Werkstätten zum Malen, Schreinern und Basteln.